# Nuoto per salvamento ai Giochi mondiali 2025
Le competizioni di nuoto per salvamento ai Giochi mondiali 2025 si sono svolte l'8 ed il 9 agosto 2025 al Chengdu Sport University Sancha Lake Campus Natatorium di Chengdu, in Cina.

## Nazioni partecipanti
- Australia
- Belgio
- Francia
- Germania
- Ungheria

- Italia
- Giappone
- Nuova Zelanda
- Polonia
- Spagna

## Podi

### Uomini
| Specialità                                      | Oro                                                                         | Argento                                                                         | Bronzo                                                                     |
| 50 m trasporto manichino (dettagli)             | Fergus Eadie                                                                | Kacper Majchrzak                                                                | Francesco Ippolito                                                         |
| 100 m trasporto manichino con pinne (dettagli)  | Tom Durager                                                                 | Davide Cremonini                                                                | Fergus Eadie                                                               |
| 100 m traino manichino con pinne (dettagli)     | Davide Cremonini                                                            | Mathieu Perillon                                                                | Fabio Pezzotti                                                             |
| 100 m percorso misto (dettagli)                 | Kacper Majchrzak                                                            | Simone Locchi                                                                   | Francesco Ippolito                                                         |
| 200 m super lifesaver (dettagli)                | Francesco Ippolito                                                          | Fabio Pezzotti                                                                  | Felix Hofmann                                                              |
| Staffetta 4×25 m trasporto manichino (dettagli) | Italia Davide Cremonini Francesco Ippolito Fabio Pezzotti Simone Locchi     | Polonia Wojciech Kotowski Adam Dubiel Mateusz Grabski Kacper Majchrzak          | Australia Callum Brennan Jake Smith Harrison Hynes Riley Brennan           |
| Staffetta 4×50 m trasporto manichino (dettagli) | Francia Goroco Koindredi Tom Durager Kevin Lasserre Arnaud Cordoba          | Italia Gabriele Brembillaschi Simone Locchi Francesco Ippolito Davide Cremonini | Germania Sebastian Pierre-Louis Jan Malkowski Danny Wieck David Laukfotter |
| Staffetta 4×50 m pool lifesaver (dettagli)      | Italia Simone Locchi Davide Cremonini Fabio Pezzotti Gabriele Brembillaschi | Germania Danny Wieck Jan Malkowski Sebastian Pierre-Louis Tim Brang             | Francia Elouan Deffin Goroco Koindredi Arnaud Cordoba Tom Durager          |

### Donne
| Specialità                                      | Oro                                                               | Argento                                                                          | Bronzo                                                                            |
| 50 m trasporto manichino (dettagli)             | Nina Holt                                                         | Lena Oppermann                                                                   | Magali Rousseau                                                                   |
| 100 m trasporto manichino con pinne (dettagli)  | Lucrezia Fabretti                                                 | Lena Oppermann                                                                   | Antía García                                                                      |
| 100 m traino manichino con pinne (dettagli)     | Zoe Crawford                                                      | Undine Lauerwald                                                                 | Madison Kidd                                                                      |
| 100 m percorso misto (dettagli)                 | Nina Holt                                                         | Lena Oppermann                                                                   | Helene Giovannelli                                                                |
| 200 m super lifesaver (dettagli)                | Lucrezia Fabretti                                                 | Alica Gebhardt                                                                   | Camille Julien                                                                    |
| Staffetta 4×25 m trasporto manichino (dettagli) | Germania Nina Holt Undine Lauerwald Alica Gebhardt Lena Oppermann | Francia Romane Boudes Magali Rousseau Camille Bouteloup Camille Julien           | Italia Francesca Pasquino Valentina Pasquino Lucrezia Fabretti Helene Giovannelli |
| Staffetta 4×50 m traporto manichino (dettagli)  | Germania Nina Holt Lena Oppermann Alica Gebhardt Undine Lauerwald | Italia Helene Giovannelli Valentina Pasquino Francesca Pasquino Federica Volpini | Spagna Antía García Núria Payola Yael Mantecón María Rodríguez                    |
| Staffetta 4×50 m pool lifesaver (dettagli)      | Germania Nina Holt Undine Lauerwald Julia Hennig Lena Oppermann   | Italia Valentina Pasquino Francesca Pasquino Federica Volpini Helene Giovannelli | Australia Mariah Jones Rachel Eddy Cyra Bender Piper Asquith                      |

## Medagliere
| Posiz. | Nazione       | Oro | Argento | Bronzo | Totale |
| ------ | ------------- | --- | ------- | ------ | ------ |
| 1      | Italia        | 6   | 6       | 5      | 17     |
| 2      | Germania      | 5   | 6       | 2      | 13     |
| 3      | Francia       | 2   | 2       | 3      | 7      |
| 4      | Nuova Zelanda | 2   | 0       | 2      | 4      |
| 5      | Polonia       | 1   | 2       | 0      | 3      |
| 6      | Australia     | 0   | 0       | 2      | 2      |
| 6      | Spagna        | 0   | 0       | 2      | 2      |
| Totale | Totale        | 16  | 16      | 16     | 48     |